# 양왕용
양왕용(梁汪容, 1943년 11월 25일 ~ )는 대한민국의 시인이자 국문학자이다.

## 생애
양왕용은 1943년에 남해군에서 태어났다. 김춘수 시인의 수하에서 경북대학교 국어교육과에서 공부했고, 동대학원에서 현대문학을 전공했다. 이후 부산여고 교사를 거쳐 부산대학교 국어교육과 교수로 재직했다.

## 시인 활동
1965년 문예지 <<시문학>>에 <갈라지는 바다> 발표하며 등단했다. 주로 바다와 관련된 작품들을 많이 썼고, 기독교적 세계관이 영향을 미친 것으로 평가받는다. 부산대 국어교육과 교수로서 시에 대한 연구서 역시 활발하게 저작하였다.

## 시집
- 갈라지는 바다 (형설출판사, 1975)
- 달빛으로 일어서는 강물 (문장사, 1981)
- 여름밤의 꿈 (열음사, 1986)
- 섬 가운데의 바다 (오상출판사, 1990)
- 버리기 그리고 찾아보기 (고려원, 1999)
- 로마로 가는 길에 금정산을 만나다 (푸른시선, 2006)

## 연구서
- 한국 근대시 연구 (삼영사, 1982)
- 정지용 시연구 (삼지원, 1988)
- 한국현대시와 기독교 세계관 (창조문학사, 2005)
- 한국현대시와 지역문학 (작가마을, 2006)

## 수상
- 1991년 시문학상 본상
- 1997년 한국크리스천 문학상(시부문)
- 2003년 제5회 설송문학상 본상
- 2006년 부산시 문화상(문학부문)
- 2009년 대한민국 홍조근정훈장(3등급)
- 2010년 제13회 한국장로문학상
- 2017년 제1회 부산크리스천문학상

## 같이 보기
- 정선기 시인
- 하승무 시인
- 임종성 시인